# Sekundærrute 505
Sekundærrute 505 er en rutenummereret landevej i Østjylland mellem Løgten, Aarhus og Haldum.

## Forløb
Ruten går fra Løgten nord for Aarhus via Grenåvej til Ring 2, og derefter via Randersvej og Søftenvej til Haldum.

## Vejens klassificering
Sekundærrute 505 er en kommunevej på hele strækningen.
De offentlige veje inddeles fra 2015 efter vejloven i statsveje og kommuneveje, mens de tidligere blev klassificeret i hovedlandeveje, landeveje og kommuneveje. Betydningen for en vejs klassificering som statsvej eller kommunevej er først og fremmest af administrativ karakter. Statsvejene administreres af Vejdirektoratet, mens kommunevejene administreres af kommunerne. Det er vejmyndighedens ansvar at holde sine offentlige veje i den stand, som trafikkens art og størrelse kræver. Klassifikationen som statsveje og kommuneveje har ikke betydning for Danmarks overordnede rutenummererede vejnet med Europavejsruter, Primærruter eller sekundærruter, der administreres af Vejdirektoratet i samarbejde med kommunerne. Kun veje udlagt som Europavejsruter og Primærruter kan udlægges som hovedveje efter færdselsloven.